# Beaurains-lès-Noyon
Beaurains-lès-Noyon è un comune francese di 294 abitanti situato nel dipartimento dell'Oise della regione dell'Alta Francia.

## Società

### Evoluzione demografica
Abitanti censiti